# On the Wings of Love
On the Wings of Love ist eine philippinische Fernsehserie, die vom 10. August 2015 bis 26. Februar 2016 auf ABS-CBN ausgestrahlt wurde.

## Hintergrund
Leah Olivar wuchs in einer sehr armen, aber glücklichen Familie auf. Als sie 12 Jahre alt war, geht ihre Mutter Rona in die Vereinigten Staaten, um für die bessere Zukunft ihrer Familie zu arbeiten. Für Leah, ihre Schwester Tiffany und ihren Vater Sol (Joel Torre) wird das Leben schließlich besser. Eine Tragödie verändert jedoch ihr Leben für immer. Für Leah weckt Ronas Tod den Wunsch, nach Amerika zu gehen und den „amerikanischen Traum“ ihrer Mutter zu erfüllen.
Zehn Jahre später wird dieser Traum wahr, als Leah ihr Visum für einen Chorwettbewerb in San Francisco, Kalifornien, erhält. Nach dem Wettbewerb verlängert Leah ihren Aufenthalt in San Francisco mit der Absicht, das Grab ihrer Mutter zu besuchen und einen Weg zu finden, legal in den Vereinigten Staaten zu arbeiten. Zu ihrer Überraschung findet Leah das Grab ihrer Mutter jedoch nicht, und da ihr Visum abläuft, ist es auch schwer, einen Job zu finden, der es ihr ermöglicht, in den Vereinigten Staaten zu bleiben.
Auf Drängen von Jack, der Mutter von Leahs Ex-Freund Jigs, und aus Verzweiflung stimmt Leah einer Vernunftehe zu, damit sie ihr Visum bekommen kann. Aber mit Leahs begrenzten Ressourcen wird es für Jack schwierig sein, einen Partner für sie zu finden. Die einzige geeignete Person, die dem geringen Betrag zustimmen würde, den Leah bereit ist zu zahlen, ist Jacks Neffe Clark, der seit 11 Jahren in San Francisco lebt. Sein Leben war voller Herzschmerz, als er mit seiner Mutter Ofelia in die Vereinigten Staaten, ging, um seinem amerikanischen Vater Kenneth vorgestellt zu werden. Kurz darauf weigert sich Kenneth, Clark als seinen Sohn zu erkennen, und Ofelia stirbt plötzlich. Clark wird in Pflegeheime gebracht, wo er missbraucht wurde. Später, wegen seiner Liebe zu seinen Geschwistern auf den Philippinen, beharrte Clark und überlebte in den Vereinigten Staaten. Dieses Unglück und diese Verantwortung im Leben beraubten Clark der romantischen Liebe.
Trotz ihres katastrophalen ersten Treffens verbringen Leah und Clark Zeit als falsches Paar und lernen die Vergangenheit, Macken und Gewohnheiten des anderen kennen, um das Interview mit dem Einwanderungs- und Einbürgerungsdienst (INS) zu bestehen. Im Laufe der Zeit entdecken Leah und Clark eine gewisse Vorliebe für einander. Sie erkennen auch, dass beide die gleichen Ziele im Leben haben und dass es ein besseres Leben für ihre Familie ist.
Sie beginnen auch miteinander zu sympathisieren, da beide ihre tiefsten Geheimnisse preisgeben. Bald wird die Scheinheirat zwischen Leah und Clark real.

## Besetzung

### Hauptbesetzung
- James Reid: Clark Medina
- Nadine Lustre: Leah Olivar-Medina
- Cherry Pie Picache: Jacqueline „Jack“ Fausto
- Joel Torre: Soliman „Sol“ Olivar
- Nanette Inventor: Pacita „Lola Pachang/Ima“ Magtoto-Fausto
- Isay Alvarez: Veronica „Rona“ Martinez-Olivar / Wyatt

### Nebenbesetzung
- Albie Casiño: Diego „Jigs“ Fausto
- Bianca Manalo: Tiffany Olivar-Carpio
- Nico Antonio: Antonio „Tolayts“ Carpio
- Thou Reyes: Denzel
- Jason Francisco: Cullen
- Paolo O’Hara: Abet Fausto
- Jordan Castillo: Romer Fausto
- Ruby Ruiz: Lolit Carpio
- Joel Saracho: Mama Lulu
- Geraldine Villamil: Kapitana
- Juan Miguel Severo: Rico
- Cheska Inigo: Diana Stevens
- Kyle Echarri: Brent Wyatt
- Ysabel Ortega: Angela Stevens-Fausto
- Andre Garcia: Jordan Medina
- Laiza Comia: Jennifer „Jenny“ Medina
- Nhikzy Calma: Gabriel „Gabby“ Olivar-Carpio / Gabriel „Gabby“ Velasco
- Benj Manalo: Axl
- Rafael Sudayan: Kiko
- Jhustin Agustin: Rodolfo
- Vivien Benjamin
- Paulo Avelino: Simon Evangelista